# Тениско првенство Лос Анђелеса за жене 2007 — парови
Лос Анђелес опен одржан је ове године од 6. августа до 12. августа. Турнир је друге категорије. Игра се на отвореном на теренима са тврдом подлогом. Наградни фонд је 600.000 долара. Учествује 16 парова са играчицама из 17 земаља.
Прошлогодишње победнице шпанско- аргентински пар Вирхинија Руано Паскуал и Паола Суарез не бране титулу.
Победнице турнира су чешко-аустралијски пар Квета Пешке и Рене Стабс које су победиле, аустралијсо-италијански пар Алиша Молик и Мара Сантанђело резултатом 2:0 (6-0, 6-1).
Списак носилаца:
| 1. Алиша Молик Аустралија / Мара Сантанђело Италија (19) 2. Квета Пешке Чешка / Рене Стабс Аустралија (22) 3. Вања Кинг Сједињене Државе / Тен Тјан Сун Кина (53) 4. Жизела Дулко Аргентина / Марија Кириленко Русија (62) |

- Број у загради означава пласман на АТП листи5. августа 2007.

## Резултати

### Прво коло
7. август-9. август
| бр. меча | 1. играч                                              | Резултат       | 2. играч                                                 |
| 1.       | Алишја Молик Аустралија (1) · Мара Сантанђело Италија | 0-6, 6-2, 10-7 | Корина Морарију · Меган Шонеси Сједињене Државе          |
| 2.       | Џил Крејбас · Лора Гранвил Сједињене Државе           | 6-3, 6-3       | Аљона Бондаренко · Катарина Бондаренко Украјина          |
| 3.       | Вања Кинг Сједињене Државе (3) · Тен Тјан Сун КИН     | 5-7, 4-6       | Татјана Путчек Белорусија · Анастасија Родионова Русија  |
| 4.       | Пенг Шуај · Ци Јен Кина                               | 3-6, 3-6       | Данијела Хантухова Словачка · Мартина Хингис Швајцарска  |
| 5.       | Елени Данилиду Грчка · Јасмин Вер Немачка             | 2-6, 7-5, 7-10 | Кристина Фузано (ВК) · Ракел Копс-Џоунс Сједињене Државе |
| 6.       | Су-Веј Сје Кинески Тајпеј · Ања Кудрјавцева Русија    | 2-6, 2-6       | Жизела Дулко Аргентина (4) · Марија Кириленко Русија     |
| 7.       | Јанета Хусарова Словачка · Михаела Крајчек Холандија  | 3-6, 6-2, 9-11 | Бетани Матек Сједињене Државе · Сања Мирза Индија        |
| 8.       | Јелена Јанковић Србија · Нађа Петрова Русија          | 4-6, 4-6       | Квета Пешке Чешка (2) · Рене Стабс Аустралија            |

Број у загради иза имена је број носиоца,
ВК - Wild Card

### Четвртфинале
9. август
| бр. меча | 1. играч                                                 | Резултат    | 2. играч                                                |
| 1.       | Алиша Молик Аустралија (1) · Мара Сантанђело Италија     | 6-1, 6-4    | Џил Крејбас · Лора Гранвил Сједињене Државе             |
| 2.       | Татјана Путчек Белорусија · Анастасија Родионова Русија  | предаја     | Данијела Хантухова Словачка · Мартина Хингис Швајцарска |
| 3.       | Кристина Фузано (ВК) · Ракел Копс-Џоунс Сједињене Државе | 4-6, 0-6    | Жизела Дулко Аргентина (4) · Марија Кириленко Русија    |
| 4.       | Бетани Матек Сједињене Државе · Сања Мирза Индија        | 6-7(2), 4-6 | Квета Пешке Чешка (2) · Рене Стабс Аустралија           |

### Полуфинале
11. август
| бр. меча | 1. играч                                             | Резултат | 2. играч                                                |
| 1.       | Алиша Молик Аустралија (1) · Мара Сантанђело Италија | 6-3, 6-2 | Татјана Путчек Белорусија · Анастасија Родионова Русија |
| 2.       | Жизела Дулко Аргентина (4) · Марија Кириленко Русија | 4-6, 1-6 | Квета Пешке Чешка (2) · Рене Стабс Аустралија           |

### Финале
12. август
| бр. меча | 1. играч                                              | Резултат | 2. играч                                      |
| 1.       | Алишја Молик Аустралија (1) · Мара Сантанђело Италија | 0-6, 1-6 | Квета Пешке Чешка (2) · Рене Стабс Аустралија |